# ظلمات الماضي
ظلمات الماضي (بالهندي:Kaali Khuhi)هو فيلم الهندي رعب هندي من إخراج تيري ساموندرا كتبها تيري ساموندراوديفيد والتر ليخ وبطولة شبانة عزمي, سانجيدا الشيخ, ريفا أرورا و Satyadeep ميشرا. تدور الحبكة حول الفتاة شيفانجي البالغة من العمر 10 سنوات والتي تحاول إنقاذ القرية التي تعيش فيها عائلتها من الأشباح.

## الطاقم
- شبانة عزمي[7] بدور ساتيا معاسي
- سانجيدا شيخ بدور بريا
- ريفا أرورا بدور شيفانجي
- ساتياديب ميشرا في دور دارشان
- ليلا شمشون بدور دادي
- هيتفي بهانوشالي
- روز راثور
- صموئيل جون
- بوجا شارما في دور يونغ ساتيا
- جاتيندر كور
- سوكويندر فيرك
- تيجيندر كور
- أميتا شارما بدور الشاب دادي
- ساتنام سينغ
- تشاند راني

## الإصدار
صدر الفيلم في 30 أكتوبر 2020.